# Helbert Soto
Helbert Enrique Soto (El Dorado, Colombia, 27 de octubre de 1995) es un futbolista colombiano. Juega como centrocampista y actualmente milita en Llaneros de la Categoría Primera B colombiana.

## Trayectoria
Realizó las divisiones menores y debutó profesionalmente en el Club Llaneros.
El 1 de enero de 2017 es oficializado como nuevo refuerzo del Trujillanos FC. Luego de una temporada regular, al siguiente año es fichado por ACD Lara.
A inicios del 2021 ficha por Metropolitanos FC para afrontar el torneo local y la Copa Sudamericana 2021.

## Clubes
| Club             | País        | Temporadas    |
| ---------------- | ----------- | ------------- |
| Llaneros         | Colombia    | 2013 - 2015   |
| Boyacá Chicó     | Colombia    | 2016          |
| Trujillanos      | Venezuela   | 2017          |
| ACD Lara         | Venezuela   | 2018          |
| Patriotas Boyacá | Colombia    | 2019          |
| Alianza          | El Salvador | 2019          |
| Llaneros         | Colombia    | 2020-presente |

## Estadísticas
| Club                    | Div                 | Temporada           | Liga  | Liga  | Copa Nacional | Copa Nacional | Copa Internacional | Copa Internacional | Total | Total |
| Club                    | Div                 | Temporada           | Part. | Goles | Part.         | Goles         | Part.              | Goles              | Part. | Goles |
| ----------------------- | ------------------- | ------------------- | ----- | ----- | ------------- | ------------- | ------------------ | ------------------ | ----- | ----- |
| Llaneros · Colombia     | 2.ª                 | 2013                | 2     | 0     | 1             | 0             | -                  | -                  | 3     | 0     |
| Llaneros · Colombia     | 2.ª                 | 2014                | 38    | 2     | 10            | 1             | -                  | -                  | 48    | 3     |
| Llaneros · Colombia     | 2.ª                 | 2015                | 30    | 4     | 1             | 0             | -                  | -                  | 31    | 4     |
| Llaneros · Colombia     | Total               | Total               | 70    | 6     | 12            | 1             | 0                  | 0                  | 82    | 7     |
| Boyacá Chicó · Colombia | 1.ª                 | 2016                | 37    | 1     | 1             | 0             | -                  | -                  | 38    | 1     |
| Boyacá Chicó · Colombia | Total               | Total               | 37    | 1     | 1             | 0             | 0                  | 0                  | 38    | 1     |
| Trujillanos · Venezuela | 1.ª                 | 2017                | 30    | 7     | 1             | 0             | -                  | -                  | 31    | 1     |
| Trujillanos · Venezuela | Total               | Total               | 30    | 7     | 1             | 0             | 0                  | 0                  | 31    | 1     |
| ACD Lara · Venezuela    | 1.ª                 | 2018                | 34    | 4     | 0             | 0             | 6                  | 0                  | 40    | 4     |
| ACD Lara · Venezuela    | Total               | Total               | 34    | 4     | 0             | 0             | 6                  | 0                  | 40    | 4     |
| Total en su carrera     | Total en su carrera | Total en su carrera | 171   | 18    | 14            | 1             | 6                  | 0                  | 191   | 19    |

## Palmarés

### Títulos nacionales
| Título           | Club       | País        | Año    |
| ---------------- | ---------- | ----------- | ------ |
| Primera División | Alianza FC | El Salvador | A-2019 |